# Myllenyxis cava
Myllenyxis cava là một loài tò vò trong họ Ichneumonidae.